# Bătălia de la Saratoga
Bătălia de la Saratoga este considerată de mulți istorici ca un punct de cotitură în istoria americană. Ea fost o bătălie hotărâtoare în evoluția Războiului de independență al Statelor Unite ale Americii. În primăvara anului 1777 trupele engleze ocupă forturile Crown Point (New York) și Ticonderoga, obligând trupele răsculate americane să se retragă. Trupele regulate engleze sosite din Canada în vara anul 1777, cu un efectiv de 10.000 de soldați, erau sub comanda generalului John Burgoyne. Țelul lor era de a ocupa orașul Albany, New York pentru a prelua controlul asupra regiunii văii râului Hudson și de a o izola de restul coloniei. Înaintarea trupelor britanice a fost încetinită printr-o tactică de acțiuni sistematice de hărțuire, blocare a drumurilor și distrugerea podurilor. În regiunea lacurilor Champlain și Lake George, englezii au reușit să înainteze numai câțiva kilometri pe zi. Trupele coloniale engleze conduse de Burgoyne, care aveau acum un efectiv de 15.000 soldați, au fost oprite de trupele americane conduse de generalul Horatio Gates, în nordul văii Hudson, la Saratoga (New York). Rezultatul bătăliei a fost un dezastru pentru armata engleză, la sfârșitul luptelor generalul englez s-a predat.

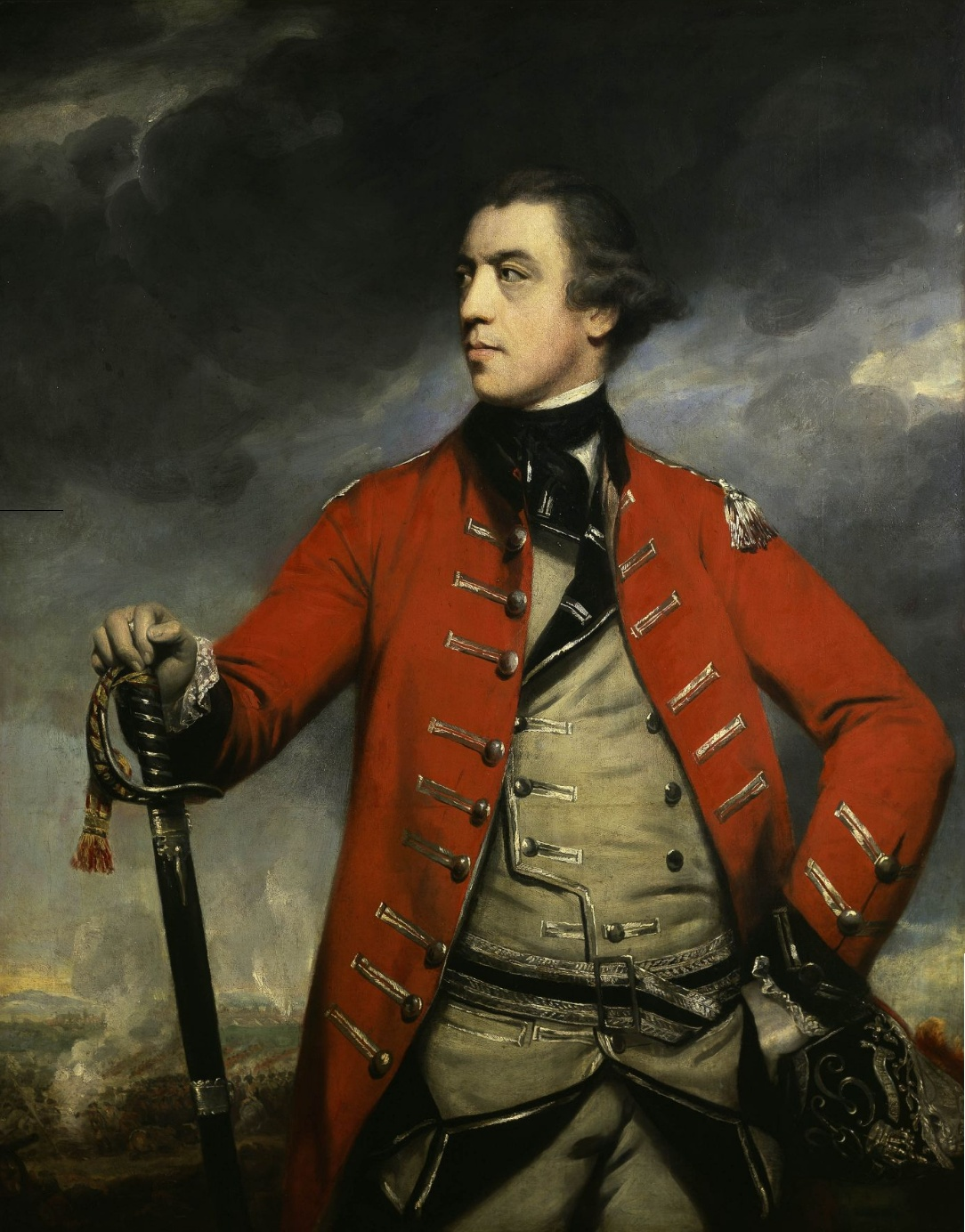
Generalul britanic John Burgoyne, portret de Joshua Reynolds, cca. 1760